# 2nd Avenue
2nd Avenue (anteriormente ETC 2nd Avenue) é uma canal de televisão filipino, que faz parte da Solar Entertainment Corporation.

## Programas
- Home Shopping Network
- RJ Sunday Jam
- Thank God it's RJ
- Back in the Game
- Growing Up Fisher
- Life of Riley
- The Middle
- The Mindy Project
- Modern Family
- Sean Saves the World
- Suburgatory
- Web Therapy
- Hart of Dixie
- Parenthood
- Winners & Losers
- Witches of East End
- Top Chef
- Knight Fight
- The Ellen DeGeneres Show
- The Queen Latifah Show
- Who Do You Think You Are?
- Entertainment Tonight
- Inside Edition
- The Screening Room